# Speckhäuslegewicht
Das Speckhäuslegewicht war eine regional auf Freiburg im Breisgau begrenzte Bezeichnung für ein Gewichtsmaß.
- 1 Speckhäuslegewicht = 536,529 Gramm

Im Vergleich alter Pfundgewichte waren
- 100 Pfund Speckhäuslegewicht gleich 107,29 Pfund (Badische= 500 Gramm)